# Монилиния
Монилиния (лат. Monilinia) — род микроскопических грибов из группы дискомицеты (отдел аскомицеты).
Паразитируют на растениях семейств Розоцветные, Брусничные и Вересковые, образуя склероции в плодах. В цикле развития всегда присутствуют стадия конидиального спороношения, называемая монилией (Monilia). Сумчатая стадия — апотеций — чаще всего воронковидной формы, на тонкой ножке; у некоторых видов (в частности, Monilinia fructigena) образуется редко.
Заражение происходит при переносе спор гриба с поражённого растения на здоровое (с помощью ветра, дождя, насекомых и т. п.). У вида Monilinia urnula, паразитирующего на бруснике, конидии имеют сильный миндальный запах, привлекающий пчёл и мух, которые переносят их на цветки здоровых растений. Поражённые мицелием плоды мумифицируются, образуя псевдосклероции, и зимуют на почве или на дереве. На следующий год из них либо прорастают апотеции, либо они вновь покрываются подушечками конидиеносцев.

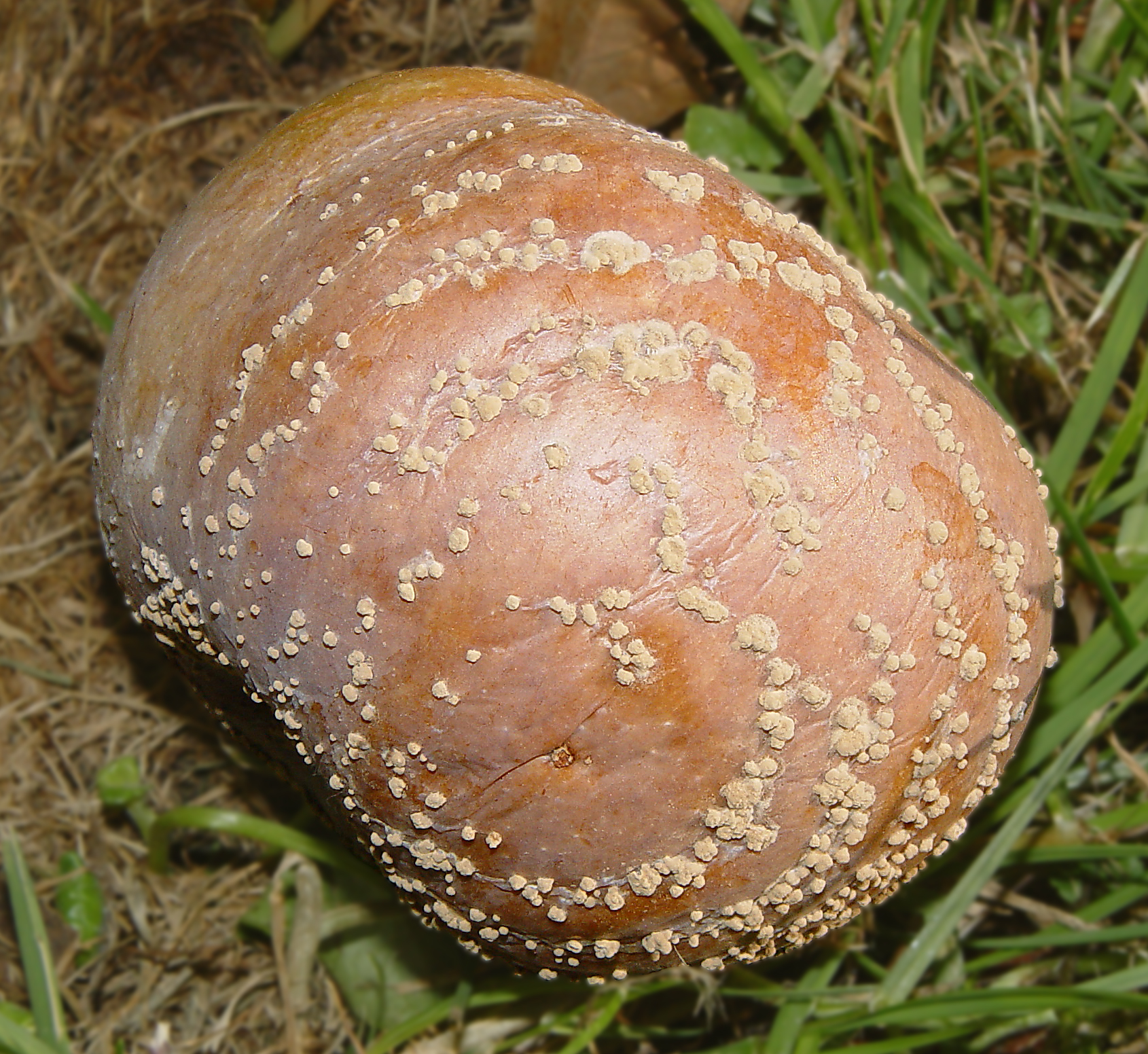
Monilia sp.

Некоторые виды, паразитирующие на плодовых культурах (в частности, Monilinia fructigena и Monilinia cinerea), вызывают заболевание под названием монилиоз, или монилиальный ожог. Монилиоз поражает яблони, груши, абрикос, персик, вишню, черешню, айву, миндаль и пр.. Возбудители проникают в растение главным образом при механических повреждениях. Заражённые плоды буреют, на них образуются пустулы диаметром до 1 мм, расположенные хаотично (при поражении Monilinia cinerea) или концентрическими кругами (при поражении Monilinia fructigena). Цветки и листья подвергаются увяданию, схожему с тем, которое вызывается весенними заморозками, откуда и произошло название «монилиальный ожог». На ветвях происходит отмирание коры и молодых плодовых веточек. Иногда, в случае сильного поражения, монилиоз приводит к гибели дерева.
Для борьбы с монилиозом необходимо немедленное уничтожение поражённых цветков и плодов, обрезка побегов с признаками заболевания, дезинфицирование поражённых участков коры. Рекомендуется также перекопка приствольных кругов и опрыскивание фунгицидами.